# Versailles II: Testament of the King
Versailles II: Testament of the King é um jogo de aventura lançado pela Cryo Interactive em 14 de dezembro de 2001.

## Jogo
A trama acontece entorno do Palácio de Versalhes em 1700 ano da morte de Carlos II de Espanha que não havia deixado descendentes começando então a crise de sucessão espanhola. Luís XIV de França aumenta a pressão diplomática, aprece então Charles-Louis de Faverolles que não tem nenhuma influência na corte, nem dinheiro, mas tem como ambição a carreira de diplomata na esperança de ser enviado para a Espanha, onde ele anseia para se casar com Elvira, sua paixão de infância.
Assumindo o papel do personagem o jogador deve entrar na corte e adquirir seus costumes, escolher os seus aliados, entre outra missões.

## Trilha sonora
O jogo os sons dos personagens e os sons ambientes. Para melhor apresentar cenários, monumento, intensificar os momentos-chave, foram acrecentadas 20 minutos de música barroca francesa em interpretada pela orquestra Capriccio Stravagante, reconhecida por ser uma das melhores interpretes da música barroca.
A época Skip Sempé que dirigiu a Capriccio Stravagante se referiu:
| “ | Eu concordei com entusiasmo para participar musicalmente na aventura de Versailles II: Testament of the King. | ” |